# Тьяго Ельгера
Тьяго Емануель Ельгера Мерельо (ісп. Thiago Emanuel Helguera Merello, нар. 26 березня 2006, Пайсанду, Уругвай) — уругвайський футболіст, півзахисник португальського клубу «Брага».

## Ігрова кар'єра

### Клубна
Тьяго Ельгера почав займатися футболом у своєму рідному місті Пайсанду. У 2020 році він приєднався до академії столичного «Насьйоналя». В січні 2023 року футболіст підписав з клубом перший контракт.
На професійному рівні Ельгера дебютував 30 квітня 2023 року, коли вийшов на заміну у матчі чемпіонату Уругваю проти «Ла Лус».
Влітку 2024 року Ельгера перейшов до португальського клубу «Брага», підписавши з клубом контракт до 2029 року. Першу гру в чемпіонаті Португалії футболіст провів 29 вересня 2024 року. 

### Збірна
В січні - лютому 2025 року в складі молодіжної збірної Уругваю Тьяго Ельгера брав участь у молодіжному чемпіонаті Південної Амерки, що проходив на полях Венесуели.